# Nyassachromis
Nyassachromis è un genere di ciclidi haplochromini endemici del Lago Malawi. Sono ciclidi incubatori orali che vivono in acque aperte, una nicchia ecologica conosciuta tra i locali come Utaka.

## Specie
Vi sono attualmente otto specie riconosciute in questo genere:
- Nyassachromis boadzulu (Iles, 1960)
- Nyassachromis breviceps (Regan, 1922)
- Nyassachromis leuciscus (Regan, 1922)
- Nyassachromis microcephalus (Trewavas, 1935)
- Nyassachromis nigritaeniatus (Trewavas, 1935)
- Nyassachromis prostoma (Trewavas, 1935)
- Nyassachromis purpurans (Trewavas, 1935)
- Nyassachromis serenus (Trewavas, 1935)